# موتور شماره ۲ شاه‌آباد
موتور شماره ۲ شاه‌آباد یک منطقهٔ مسکونی در ایران است که در دهستان نهضت‌آباد واقع شده‌است. موتور شماره ۲ شاه‌آباد ۶۴۱ نفر جمعیت دارد.